# Hydririni
Hydririni (лат.) — триба бабочек огнёвок-травянок из подсемейства Spilomelinae (Crambidae, Pyraloidea). Известно около 100 видов в 8 родах.

## Описание
Морфология гениталий неоднородна: вальвы от тонких до широких (Syllepis), а ункус и гнатос редуцированы (Choristostigma, Hydriris, Hyperectis) или хорошо развиты. У Choristostigma, Hydriris, Hyperectis, Nehydriris и Rhectothyris дорсолатеральный тегумен представлен отростками с полем длинных тонких волосков, длинным фаллосом caecum и одним прямым или крючковатым корнутусом. Волоски на переднем крае стернита 8 отсутствуют у Choristostigma, Ommatospila и Hydriris ornatalis, но присутствуют у H. aonisalis. У некоторых видов имеется аппендикс бурсы, выходящий латерально из тела бурсы, как у Pyraustinae (Pyraustini). Сигнум эдиакароидный, от круглого до удлиненного с малой поперечной осью от широкой (Lamprosema, Gonocausta) до короткой или образующей круг (круги) из лучистых шипиков (Choristostigma, Hydriris, Nehydriris). Ommatospila имеет округлый эдиакароидный сигнум или сигнум, состоящий из поля шипов, как у Choristostigma и Hydriris.
Известный пищевой спектр гусениц включает сапиндовых (Sapindaceae).

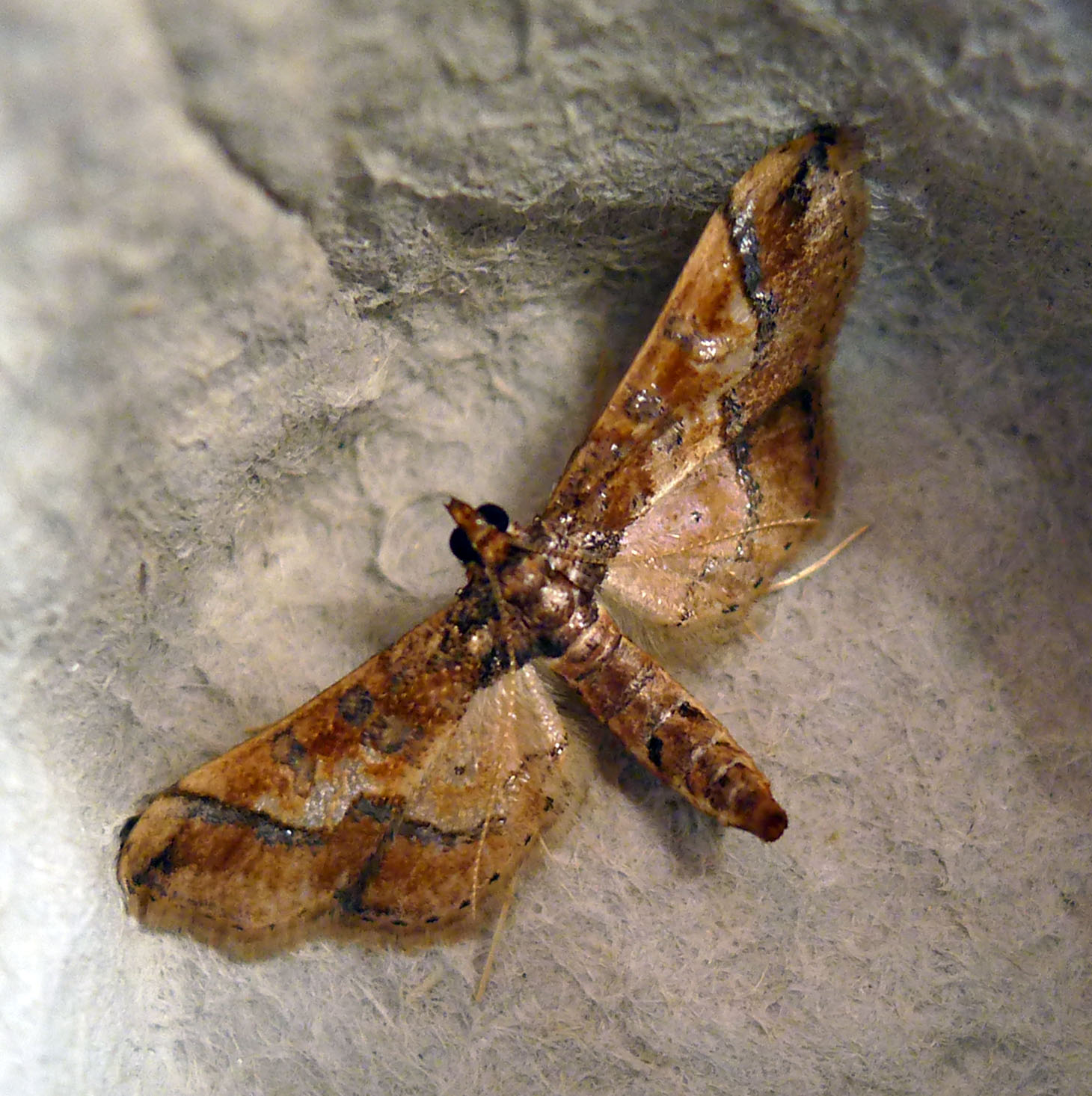
Hydriris ornatalis
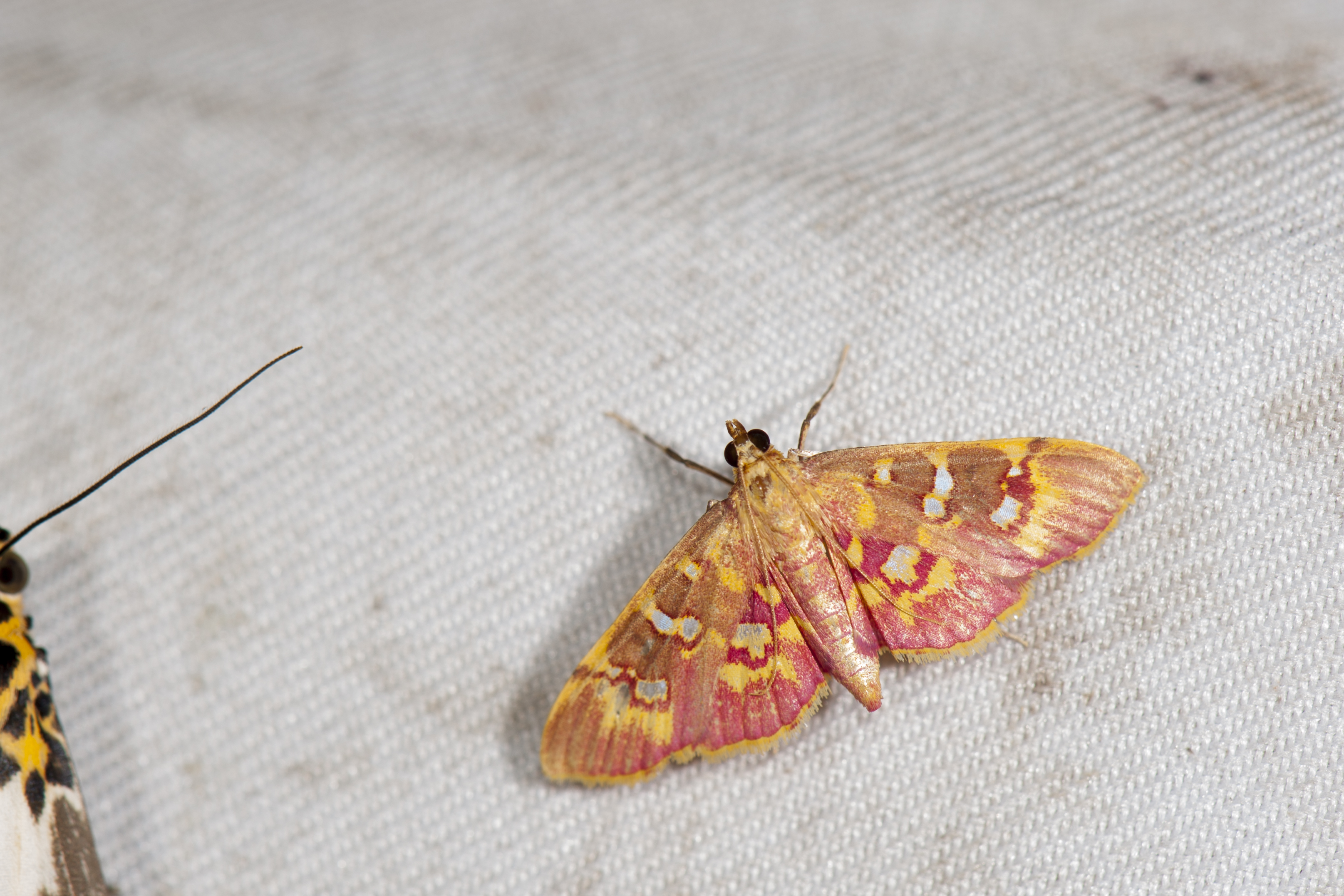
Rhectothyris gratiosalis
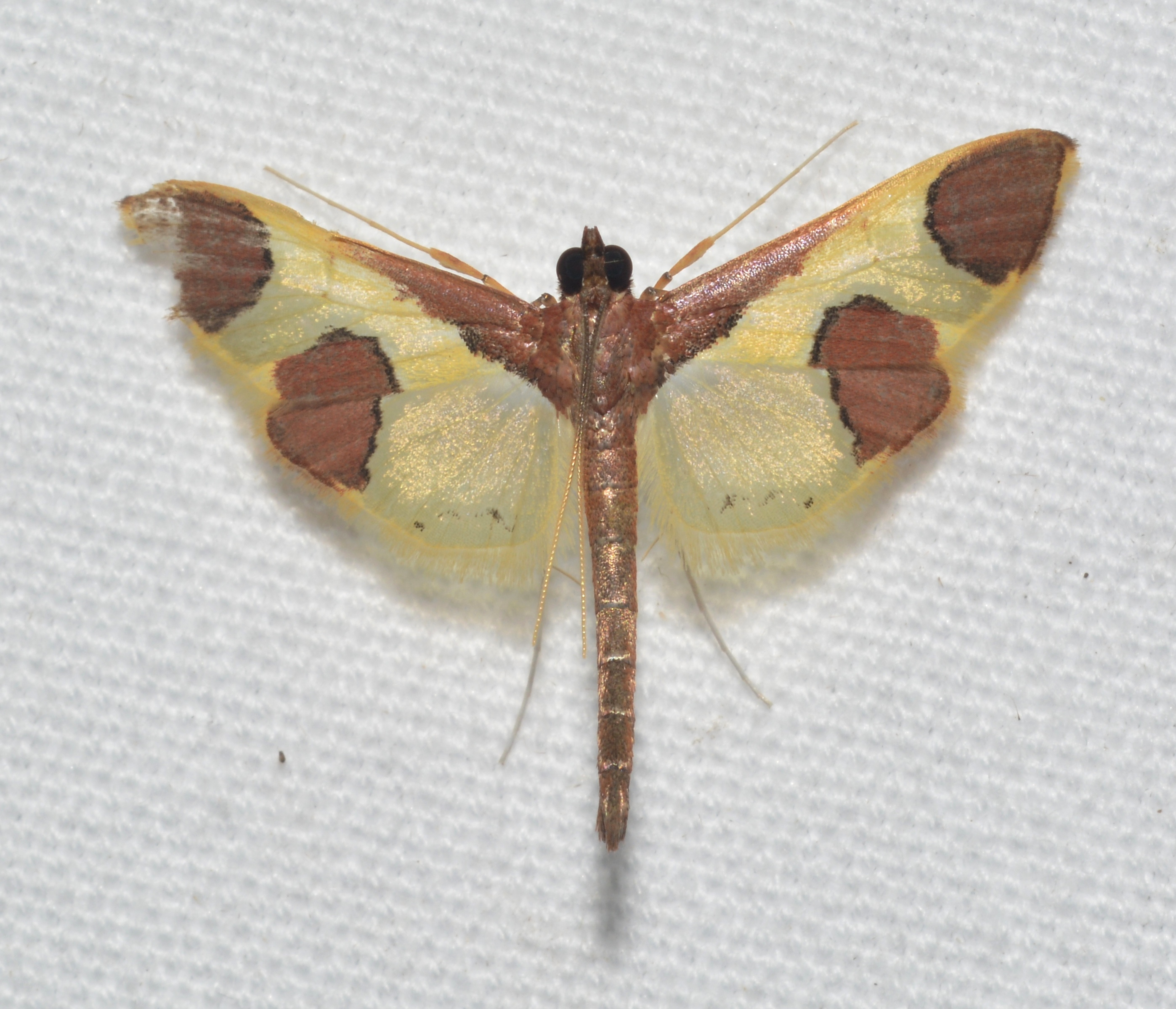
Syllepis hortalis

## Систематика
Около 100 видов и 8 родов. Триба включена в состав подсемейства Spilomelinae, где она рассматривается в основании его филогенетического ствола и в родственных отношениях с кладой (Lineodini+Udeini).
Триба Hydririni была впервые выделена в 1982 году французским энтомологом Жоэлем Мине (Joël Minet), который первоначально поместил его в подсемейство огнёвок-травянок Glaphyriinae. Мине включил в него только типовой род Hydriris. Первоначальное отнесение трибы к Glaphyriinae Мине, вероятно, объясняется наличием общих для обеих групп гомоплазийных признаков, таких как лопатообразные чешуйки задних крыльев и спинообразный сигнум в corpus bursae гениталий самки.
- Choristostigma Warren, 1892 (синоним Namangania Amsel, 1952) — 10 видов[1]
- Gonocausta Lederer, 1863 — 4
- Hydriris Meyrick, 1885 (синонимы Antiercta Amsel, 1956, Hyperectis Meyrick, 1904, Spanista Lederer, 1863) — 7
- Lamprosema Hübner, 1823 (неправильное написание Lamphosema Schaus, 1940) — 72
- Nehydriris Munroe, 1974 — 1
- Ommatospila Lederer, 1863 (синоним Thelda Walker, 1866) — 3
- Rhectothyris Warren, 1890 — 1
- Syllepis Poey, 1832 — 7